# Basket Femminile Le Mura Lucca 2021-2022
Questa voce raccoglie le informazioni riguardanti il Basket Femminile Le Mura Lucca nelle competizioni ufficiali della stagione 2021-2022.

## Stagione
La stagione 2021-2022 è stata la dodicesima consecutiva che il Basket Femminile Le Mura Lucca, sponsorizzato Gesam Gas&Luce, ha disputato in Serie A1.

## Verdetti stagionali
- Serie A1: (28 partite)

stagione regolare: 4º posto su 14 squadre (18-8);
play-off: sconfitta nei quarti di finale da Ragusa per differenza canestri (1-1, -5).
- Coppa Italia: (2 partite)

sconfitta alle semifinali da Schio (68-96).

## Organigramma societario
Staff dirigenziale 
- Presidente: Rodolfo Cavallo
- Direttore Generale: Ennio Zazzaroni

 Staff tecnico
- Allenatore: Luca Andreoli
- Vice Allenatore: Lorenzo Becciani
- Assistente Allenatore: Andrea Nicolosi
- Fisioterapista: Rossana Pisani
- Medico sportivo: Luigi Giordano
- Preparatore atletico: Ettore Iacopetti

## Rosa
|    | Naz.                   | Ruolo | Sportivo              | Anno | Alt. |  |        |
| -- | ---------------------- | ----- | --------------------- | ---- | ---- |  | ------ |
| 2  | Italia (bandiera)      | P     | Elisabetta Azzi       | 2004 | 165  |  |        |
| 3  | Italia (bandiera)      | P     | Daria Pellegrini      | 2004 | 161  |  |        |
| 9  | Italia (bandiera)      | PG    | Giulia Natali         | 2002 | 176  |  |        |
| 11 | Stati Uniti (bandiera) | PG    | Blake Dietrick        | 1993 | 178  |  |        |
| 12 | Italia (bandiera)      | GA    | Francesca Parmesani   | 1998 | 181  |  |        |
| 13 | Italia (bandiera)      | A     | Carlotta Gianolla     | 1997 | 184  |  |        |
| 14 | Polonia (bandiera)     | C     | Agnieszka Kaczmarczyk | 1989 | 188  |  |        |
| 15 | Italia (bandiera)      | A     | Maria Miccoli         | 1995 | 183  |  | (cap.) |
| 16 | Italia (bandiera)      | AC    | Sara Valentino        | 2005 | 185  |  |        |
| 17 | Italia (bandiera)      | A     | Caterina Gilli        | 2002 | 183  |  |        |
| 19 | Italia (bandiera)      | G     | Sofia Frustaci        | 2001 | 176  |  |        |
| 24 | Stati Uniti (bandiera) | GA    | Sydney Wiese          | 1995 | 183  |  | [ 2 ]  |

## Risultati

### Coppa Italia
| Arbitri: | Paolo Puccini (Genova) Chiara Bettini (Faenza) Rebecca Di Marco (Ferrara) |

|            |          |             |
| Taylor 22  | Punti    | 14 Dietrick |
| Santucci 4 | Assist   | 7 Dietrick  |
| Taylor 8   | Rimbalzi | 9 Miccoli   |

| Arbitri: | Marco Barbiero (Milano) Cristina Maria Culmone (Bologna) Edoardo Ugolini (Forlì) |

|                   |          |             |
| Keys, Mestdagh 18 | Punti    | 14 Dietrick |
| Verona 9          | Assist   | 3 Dietrick  |
| Keys 11           | Rimbalzi | 8 Dietrick  |

## Statistiche

### Statistiche di squadra
| Competizione | Punti | In casa | In casa | In casa | In casa | In casa | In trasferta | In trasferta | In trasferta | In trasferta | In trasferta | Totale | Totale | Totale | Totale | Totale | Totale |
| Competizione | Punti | G       | V       | P       | Ptf     | Pts     | G            | V            | P            | Ptf          | Pts          | G      | V      | P      | Ptf    | Pts    | Diff.  |
| ------------ | ----- | ------- | ------- | ------- | ------- | ------- | ------------ | ------------ | ------------ | ------------ | ------------ | ------ | ------ | ------ | ------ | ------ | ------ |
| Serie A1     | 36    | 13      | 11      | 2       | 901     | 842     | 13           | 7            | 6            | 925          | 953          | 26     | 18     | 8      | 1826   | 1795   | +31    |
| Play-off     |       | 1       | 1       | 0       | 60      | 53      | 1            | 0            | 1            | 63           | 75           | 2      | 1      | 1      | 123    | 128    | -5     |
| Coppa Italia |       | -       | -       | -       | -       | -       | 2            | 1            | 1            | 139          | 163          | 2      | 1      | 1      | 139    | 163    | -24    |
| Totale       |       | 14      | 12      | 2       | 961     | 895     | 16           | 8            | 8            | 1127         | 1191         | 30     | 20     | 10     | 2088   | 2086   | +2     |

### Statistiche delle giocatrici
Campionato (stagione regolare e play-off)
| Giocatrice            | Partite | Partite | Min. | Pun | Tiri da 2 | Tiri da 2 | Tiri da 2 | Tiri da 3 | Tiri da 3 | Tiri da 3 | Tiri Liberi | Tiri Liberi | Tiri Liberi | Rimbalzi | Rimbalzi | Rimbalzi | Palle | Palle | Stopp. | Stopp. | Ass | Falli | Falli | Val. |
| Giocatrice            | Pr      | PG      | Min. | Pun | R         | T         | %         | R         | T         | %         | R           | T           | %           | D        | O        | T        | P     | R     | S      | D      | Ass | F     | S     | Val. |
| --------------------- | ------- | ------- | ---- | --- | --------- | --------- | --------- | --------- | --------- | --------- | ----------- | ----------- | ----------- | -------- | -------- | -------- | ----- | ----- | ------ | ------ | --- | ----- | ----- | ---- |
| Elisabetta Azzi       | 19      | 10      | 87   | 21  | 2         | 8         | 25        | 4         | 16        | 25        | 5           | 7           | 71          | 5        | 1        | 6        | 11    | 2     |        |        | 8   | 2     | 5     | 9    |
| Blake Dietrick        | 26      | 25      | 905  | 384 | 84        | 181       | 46        | 55        | 132       | 42        | 51          | 61          | 84          | 120      | 30       | 150      | 93    | 46    | 13     | 3      | 177 | 52    | 76    | 494  |
| Sofia Frustaci        | 27      | 27      | 387  | 122 | 23        | 46        | 50        | 20        | 78        | 26        | 16          | 24          | 67          | 43       | 17       | 60       | 23    | 25    | 5      |        | 23  | 58    | 26    | 81   |
| Carlotta Gianolla     | 26      | 25      | 396  | 112 | 37        | 107       | 35        | 4         | 22        | 18        | 26          | 30          | 87          | 51       | 19       | 70       | 29    | 11    | 8      | 1      | 7   | 39    | 30    | 63   |
| Caterina Gilli        | 28      | 27      | 453  | 82  | 24        | 68        | 35        | 3         | 35        | 9         | 25          | 41          | 61          | 61       | 20       | 81       | 31    | 26    | 3      | 3      | 29  | 42    | 31    | 84   |
| Agnieszka Kaczmarczyk | 28      | 26      | 783  | 275 | 88        | 173       | 51        | 15        | 47        | 32        | 54          | 76          | 71          | 157      | 78       | 235      | 72    | 22    | 11     | 7      | 43  | 78    | 82    | 364  |
| Maria Miccoli         | 27      | 27      | 745  | 281 | 89        | 193       | 46        | 19        | 66        | 29        | 46          | 52          | 88          | 92       | 42       | 134      | 47    | 28    | 7      | 4      | 46  | 86    | 51    | 247  |
| Giulia Natali         | 28      | 28      | 718  | 269 | 62        | 142       | 44        | 41        | 109       | 38        | 22          | 30          | 73          | 37       | 13       | 50       | 45    | 51    | 4      | 1      | 44  | 46    | 42    | 206  |
| Francesca Parmesani   | 27      | 27      | 466  | 119 | 39        | 107       | 36        | 9         | 36        | 25        | 13          | 26          | 50          | 60       | 18       | 78       | 41    | 23    | 10     | 5      | 27  | 59    | 39    | 73   |
| Daria Pellegrini      | 9       | 4       | 3    | 0   |           |           |           | 0         | 1         | 0         |             |             |             | 1        |          | 1        |       |       |        |        |     |       |       |      |
| Sara Valentino        | 24      | 12      | 63   | 11  | 5         | 13        | 38        | 0         | 1         | 0         | 1           | 3           | 33          | 6        | 5        | 11       |       | 2     | 1      |        |     | 3     | 2     | 11   |
| Sydney Wiese          | 19      | 18      | 617  | 273 | 42        | 83        | 51        | 55        | 139       | 40        | 24          | 29          | 83          | 92       | 6        | 98       | 54    | 21    | 5      | 1      | 50  | 24    | 35    | 265  |